# Witney Carson
Witney Carson (American Fork, 17 ottobre 1993) è una ballerina e personaggio televisivo statunitense.

## Biografia
All'età di 18 anni Witney Carson ha partecipato alla nona edizione di So You Think You Can Dance, arrivando tra i venti finalisti e venendo eliminata durante la settima settimana. Dal 2014 è ballerina professionista nel programma Dancing with the Stars: ha trionfato nel 2015 in coppia con Alfonso Ribeiro ed ha raggiunto il podio altre tre volte, con Frankie Muniz, Milo Manheim e Kel Mitchell. Nel 2015 è stata protagonista del film Dancin': It's On!, diretto da David Winters, ed è stata candidata nella categoria "Miglior coreografia" ai Primetime Creative Arts Emmy Awards. Dal 2019 è co-conduttrice del game show Catch 22.

## Filmografia
- Dancin': It's On!, regia di David Winters (2015)